# Берёзовка (Любарский район)
Берёзовка (укр. Березівка) — село на Украине, находится в Любарском районе Житомирской области.
Код КОАТУУ — 1823180401. Население по переписи 2001 года составляет 970 человек. Почтовый индекс — 13152. Телефонный код — 4147. Занимает площадь 25,772 км².

## Адрес местного совета
13152, Житомирская область, Любарский р-н, с.Берёзовка, ул. Ленина, 8